# Aitkenicythere
Aitkenicythere is een geslacht van uitgestorven kreeftachtigen uit de klasse van de Ostracoda (mosselkreeftjes).

## Soorten
- Aitkenicythere gracilis (Bate, 1975) Bate, 1976 †
- Aitkenicythere striosulcata Dingle, 1984 †